# STS-76
STS-76 foi uma missão do ônibus espacial Atlantis para a estação espacial russa Mir, parte do programa conjunto russo-americano Ônibus Espacial-Mir, realizada em março de 1996, e que levou a astronauta Shannon Lucid para uma estadia de quatro meses e meio a bordo da estação, a primeira de uma mulher norte-americana na Mir.

## Tripulação
| Posição                  | Astronauta       | Duração          | Pousou na |
| ------------------------ | ---------------- | ---------------- | --------- |
| Comandante               | Kevin Chilton    | 9d 05h 15m 52s   | STS-76    |
| Piloto                   | Richard Searfoss | 9d 05h 15m 52s   | STS-76    |
| Especialista de missão 1 | Linda Godwin     | 9d 05h 15m 52s   | STS-76    |
| Especialista de missão 2 | Michael Clifford | 9d 05h 15m 52s   | STS-76    |
| Especialista de missão 3 | Ronald Sega      | 9d 05h 15m 52s   | STS-76    |
| Especialista de missão   | Shannon Lucid    | 188d 04h 00m 09s | STS-79    |

### 3a. Missão de Acoplamento a Mir
- Acoplado: 24 de Março de 1996, 02:34:05 UTC
- Desacoplado: 29 de Março de 1996, 01:08:03 UTC
- Tempo Acoplado: 4 dias, 22 h, 33 min, 58 s

### Caminhadas no espaço
- Clifford and Godwin  - AEV 1
  - Actividade extraveicular (AEV) 1 Começo: 27 de Março de 1996 - 06:34 UTC
  - Actividade extraveicular (AEV) 1 Fim: 27 de Março de 1996 - 12:36 UTC
  - Duration: 6 horas, 02 minutos